# Libertà di stampa nel Regno d'Italia
Questa voce analizza la libertà di stampa nel Regno d'Italia, esaminando gli aspetti legali della diffusione delle pubblicazioni a stampa (sia libri che periodici). Si osserva come una parte della legislazione che attualmente disciplina la libertà di stampa nella Repubblica Italiana risalga proprio a questo periodo.

## L'Editto Albertino sulla stampa (1848)
Estensione dell'Editto Albertino sulla stampa alle nuove province del Regno

I nomi dei territori sono stati trascritti letteralmente.

R. D. 31 lug 1859, l'Editto sulla stampa è esteso alla Lombardia;

D. Comm. (Farini) 13 gen 1860, estensione all'Emilia e alla Romagna;

L. 30 giu 1860, estensione alla Toscana;

D. Comm. 5 nov 1860, estensione all'Umbria;

D. Comm (Valerio) 12 nov 1860, estensione alle Marche;

D. Lt. 1° dic 1860, estensione al Napoletano e alla Sicilia;

R. D. 22 ago 1866, estensione alle Province Venete e di Mantova;

R. D. 19 ott 1870, estensione alla Provincia di Roma;

R. D. 19 giu 1921, estensione alle nuove province;

R. D. 2 ott 1924, estensione a Fiume.
Nel marzo 1848 Carlo Alberto di Savoia promulgò lo Statuto Albertino, legge fondante dell'Italia unitaria. La Carta - a parere di giuristi e storici - risente dell'influenza del dispotismo illuminato di derivazione francese. Un articolo dello Statuto Albertino riguarda espressamente la libertà di stampa:
(dallo Statuto del Regno d'Italia, già in vigore nel Regno di Sardegna dal 4 marzo 1848)
Il 26 marzo dello stesso anno fu emanato per decreto l'Editto Albertino sulla stampa (legge n. 695, testo). Esso contiene i principi giuridici fondamentali sulla libertà di stampa che rimasero in vigore nel Regno d'Italia fino all'avvento della dittatura fascista.

### Contenuto dell'Editto
Norme speciali per tutti gli stampati
La legge istituiva degli obblighi tassativi:
- Su ogni stampato deve essere indicato il nome dello stampatore (solo lui) e il luogo e l'anno in cui è stato impresso;
- Lo stampatore deve presentare la prima copia di qualsiasi stampato all'ufficio dell'Avvocato Fiscale;
- Lo stampatore deve consegnare una copia (per la conservazione) agli Archivi di Corte.

Oltre agli obblighi erano elencati i seguenti divieti:
- Discussioni e deliberazioni segrete del Senato e della Camera non si potevano pubblicare[3];
- I dibattimenti a porte chiuse nei Tribunali non si potevano pubblicare.

Per quanto riguarda la repressione dei reati a mezzo stampa, rispondeva per primo l'autore; in secondo luogo, l'editore. Era la legge stessa a prescrivere le pene, non il codice penale. Lo stesso per:
- Reati contro la religione ed il buon costume;
- Offese pubbliche contro la persona del Re, i membri del Senato, della Camera, i sovrani ed i capi dei governi esteri ed i membri del corpo diplomatico;
- Diffamazione e ingiurie pubbliche.

Il sequestro di una pubblicazione poteva essere disposto solo dal giudice e solo in ipotesi di reato a mezzo stampa e, quindi, solo in ipotesi d'integrazione di responsabilità penale.
La competenza per i reati a mezzo stampa spettava al magistrato d'appello. I giornalisti incarcerati sarebbero stati distinti dai delinquenti comuni. 	
Norme speciali per i periodici a stampa
L'Editto Albertino si ispirò alla legge francese del 28 luglio 1828. La legge prescriveva che si potesse stampare una pubblicazione solo in una tipografia legalmente autorizzata. Inoltre, per poter pubblicare era necessario presentare una fitta documentazione. Bisognava dichiarare, tra l'altro, il nome e la dimora del «gerente responsabile», il nome della tipografia e, infine, il nome e la dimora del tipografo.	
La figura del gerente responsabile era una novità per l'Italia: lo Statuto lo individuava come responsabile legale della pubblicazione. Ad egli spettava l'obbligo di firmare la minuta del primo esemplare stampato; una copia pubblicata andava consegnata all'Avvocatura fiscale. La legge gli attribuiva la responsabilità su tutto quello che veniva stampato sul giornale. La sua era dunque una responsabilità assoluta. Se l'“autore” (leggi: un redattore) è condannato per un reato a mezzo stampa, la condanna si estende automaticamente al gerente responsabile, che è considerato “complice” dell'autore. Quindi, se si condanna il redattore, si condanna anche il gerente per lo stesso reato. L'incarcerazione del gerente responsabile comporta la sospensione del giornale (art. 46).
La legge stabilisce l'obbligo di pubblicare le risposte delle persone citate negli articoli.	
Infine, prevede che, se la redazione riceve uno scritto ufficiale da parte dello Stato, anche di un ente locale statale, è obbligato alla sua pubblicazione.

## Leggi speciali successive
La generica formula “una legge ne reprime gli abusi” è praticamente la concessione di una delega in bianco al legislatore. Nelle leggi per la pubblica sicurezza emanate negli anni successivi, la Camera inserisce norme che limitano fortemente l'esercizio della libertà di stampa.
Legge 26 febbraio 1852 e legge 28 giugno 1858
L'Editto Albertino viene modificato in senso restrittivo. Dal 2 dicembre 1851 vi è in Francia un nuovo regime fondato da Napoleone III. Due nuove leggi vengono approvate su richiesta dell'alleato francese:
- (1852) nei procedimenti per offese contro sovrani o capi di governo esteri non è più necessaria l'esibizione della richiesta degli offesi da parte del pubblico ministero (Editto, art. 56). La nuova legge attribuisce ai giudici togati un potere che prima era affidato ai giurati. Inoltre prevede come condanna il sequestro degli stampati;
- (1858) otto giorni dopo l'attentato di Felice Orsini a Napoleone III (14 gennaio 1858), viene introdotta una nuova legge speciale per punire l'apologia dell'assassinio politico a mezzo stampa.

Decreto 28 aprile 1859
La diffusione a mezzo stampa, durante una guerra, di notizie riguardanti le manovre degli eserciti è punita col carcere. Si può divulgare solo ciò che è ufficialmente comunicato o è già stato pubblicato dal governo.	
	“È vietato il gridare le stampe di qualsivoglia genere per le vie, le piazze, e per qualunque luogo pubblico”, ed è vietata qualunque affissione di ogni genere di scritti, senza uno speciale permesso.	
	“È vietato per mezzo di stampe (…) eccitare le passioni o la diffidenza tra i vari ordini sociali”.
L'azione penale contro i contravventori per mezzo della stampa potrà esercitarsi cumulativamente contro l'autore, l'editore, lo stampatore e il gerente.
Riguardo alle pubblicazioni periodiche, si potrà aggiungere la sospensione a tempo o la soppressione definitiva.	
Per l'apertura di una nuova testata sarà necessaria	l'autorizzazione del Ministero dell'Interno.
Legge 6 maggio 1877
È vietata la pubblicazione degli atti di un processo fino a quando esso non sia chiuso.
Legge 22 novembre 1888
Molti delitti vengono disciplinati dal codice penale, non più da una legge speciale:
- offesa al Re, a un membro della Famiglia Reale, a un membro del Senato, della Camera e delle istituzioni costituzionali dello Stato. Contro il capo di uno Stato estero e contro un rappresentante accreditato (corpo diplomatico);
- delitti contro l'ordine pubblico;
- istigazione a delinquere;
- diffamazione e ingiuria.

Legge 19 luglio 1894
L'apologia di reato col mezzo della stampa è oggetto di una legge speciale.	
Dopo i moti di Milano del giugno 1898, il nuovo presidente del Consiglio, il generale Luigi Pelloux dispone il 1º settembre l'avvio della schedatura delle varie testate: i prefetti sono tenuti a redigere prospetti dettagliati, con cadenza trimestrale per la stampa d'opinione e settimanale per i fogli "sovversivi" (repubblicani, socialisti e anarchici).
Legge 28 giugno 1906
Una conquista della libertà di espressione: l'abolizione del sequestro preventivo. La legge n. 278 fissa un principio essenziale di libertà: “Non si può procedere al sequestro dell'edizione degli stampati e di tutte le manifestazioni del pensiero contemplate nell'Editto sulla stampa del 26 marzo 1848, se non per sentenza definitiva del magistrato”.
Legge 9 luglio 1908
Ai giornalisti professionisti sono concessi 4 biglietti di treno A/R a tariffa ridotta del 75%. Poi diventeranno 12. La legge contiene la prima definizione di giornalista professionista: “Quelle persone che, in qualità di direttori, o redattori, o corrispondenti di giornali, fanno del giornalismo la loro professione abituale, unica o principale e retribuita”.
Legge 7 luglio 1910
Non essendoci più il sequestro preventivo, è abolita anche la consegna delle bozze. La nuova norma prevede che tre copie di ogni stampato siano consegnate presso il tribunale del circondario.
Però restano ferme le disposizioni che riguardano i periodici.
Norme restrittive durante il periodo bellico
Il 23 maggio 1915, con i decreti nn. 674, 675 e 689, viene istituita la censura sulla stampa e sulla posta. I giornali non possono dare notizie sul numero di feriti, prigionieri e caduti, sulle nomine e sui mutamenti degli alti comandi militari, all'infuori di quelle contenute nei comunicati ufficiali. Inoltre sono introdotte alcune modifiche alla legge di pubblica sicurezza: i prefetti hanno la facoltà di ordinare il sequestro di una testata e la sua sospensione dopo due sequestri successivi. Per tutta la durata della guerra le autorità preposte al controllo degli organi di stampa, desiderose di presentare al pubblico un quadro ottimistico della situazione,  suggeriscono ai giornali come selezionare le notizie. La pressione delle autorità, unita alle attese del pubblico, che desidera leggere sui giornali solo le notizie buone e non quelle cattive, fanno sì che la stampa italiana si autocensuri. 

I giornali, nonostante ricevano dal fronte notizie ben circostanziate dai propri corrispondenti di guerra, non pubblicano tutto: celano volontariamente al pubblico dei lettori una parte delle notizie, pubblicando articoli che nascondono, e in alcuni casi falsificano, gran parte della verità.
Dopo la fine del conflitto
Il 19 novembre 1918 le cause di sequestro delle pubblicazioni periodiche vengono limitate alle informazioni di natura militare e alle notizie non conformi al vero che possano provocare allarme nella pubblica opinione o turbare i rapporti internazionali. Con un decreto del 29 giugno 1919 sono abrogate le norme restrittive entrate in vigore nella primavera del 1915; contestualmente, il direttore generale della pubblica sicurezza, Vincenzo Quaranta, attenua la sorveglianza sugli organi d'informazione.
Nel 1923 viene costituito da Benito Mussolini l'ufficio stampa della Presidenza del consiglio dei ministri. Il primo titolare dell'ufficio è Cesare Rossi; gli “ordini alla stampa” (che diverranno noti con il nome popolare di “veline”) avviano la progressiva fascistizzazione dell'informazione. Il servizio giornaliero degli “ordini” emessi dall'Ufficio stampa del governo è avviato il 6 maggio 1925.

## Soppressione della libertà di stampa nel periodo fascista

### 1924: il bavaglio all'informazione
(Benito Mussolini, 7 marzo 1923)
Secondo Gaetano Salvemini, nel 1924 i quotidiani indipendenti potevano contare su una diffusione complessiva di 4 milioni di copie, mentre i giornali che fiancheggiavano il governo totalizzavano 400 000 copie giornaliere.
Benito Mussolini fece capire che avrebbe represso il libero confronto né avrebbe tollerato la diffusione d'idee avverse al suo progetto politico. Nei confronti dei mezzi d'informazione, l'azione del suo governo fu indirizzata ad un duplice obiettivo: da una parte, ridurre al silenzio le voci contrastanti dell'opposizione, dall'altra, propagandare ed imporre gli ideali del fascismo.
Per tutta la sua durata, il regime si caratterizzò per una forte limitazione o totale restrizione della libertà di stampa, di radiodiffusione, di assemblea, di formazione di partiti politici e della semplice libertà di espressione. Molte personalità, anche cattoliche, come Don Minzoni, pagarono con la vita l'aver osato esprimere opinioni avverse a quelle propugnate dal fascismo.
Il primo giornale ad essere sequestrato fu, nel giugno 1923, il triestino Il Lavoratore. Il prefetto di Trieste lo fece sequestrare invocando l'art. 3 della legge provinciale e comunale. Successivamente il governo si mosse affinché qualsiasi prefetto potesse sopprimere la stampa libera. Si puntò all'emanazione di una legge nazionale. Intanto in gennaio Mussolini aveva assegnato nuove funzioni all'Ufficio stampa del Capo del governo. Da organo che emetteva comunicati stampa, i suoi compiti divennero tre: fornire ai giornali italiani le versioni ufficiali degli eventi; passare in rassegna quotidiani italiani ed esteri al fine di raccoglierne informazioni e giudizi; gestire la propaganda del governo.
Il 12 luglio 1923 il governo approvò uno schema di decreto sulla stampa. Il provvedimento prescriveva che la figura del gerente di un giornale dovesse coincidere con il direttore del giornale stesso (o, in subordine, con il caporedattore) e affidava ai prefetti la facoltà di negare il riconoscimento della qualità di gerente a chi fosse stato condannato due volte per reati commessi a mezzo stampa. Inoltre i prefetti potevano intervenire, “fatta salva l'azione penale”, nei confronti dei gerenti dei giornali in caso di pubblicazione di “notizie false o tendenziose” tese a danneggiare "il credito nazionale all'interno o all'estero”. Dopo due diffide da parte del prefetto, un giornale poteva considerarsi chiuso. Non si trattava peraltro di novità assolute: le norme infatti ricalcavano gli artt. 52, 58 e 99 del vecchio Statuto Albertino e l'art. 3 della legge comunale e provinciale. Per un anno il provvedimento rimase congelato.
Organi di stampa dei partiti nazionali nel 1924
| Partito politico            | Organo ufficiale   |  | Partito politico     | Organo ufficiale     |
| Partito Socialista          | Avanti! Il Lavoro  |  | Partito Popolare     | Il Popolo            |
| Partito Socialista Unitario | La Giustizia       |  | Partito Comunista    | l'Unità              |
| Partito Nazionale Fascista  | Il Popolo d'Italia |  | Partito Repubblicano | La Voce Repubblicana |

Il principale periodico del movimento anarchico era Umanità Nova.

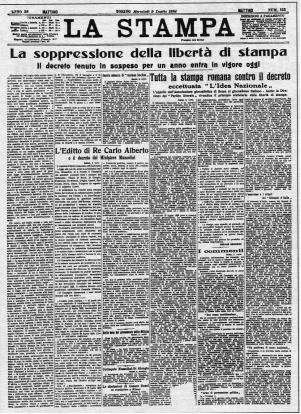
Prima pagina de La Stampa di mercoledì 9 luglio 1924, che denuncia la soppressione della libertà di stampa.

Nel 1924, il regime fascista creò l'Istituto Luce, unica fonte informativa audiovisiva ufficiale, dichiaratamente impegnata nella manipolazione dell'opinione pubblica. Tramite i suoi cinegiornali divenne ben presto un potente strumento di propaganda dello stesso regime, attivo nel creare ed incrementare il consenso popolare, dando agli italiani un'immagine unilaterale della situazione nazionale e mondiale.
Il 10 giugno 1924 un gruppo di squadristi fascisti rapì e uccise il deputato socialista Giacomo Matteotti. Il delitto scatenò un'ondata di indignazione morale in tutto il paese, di cui fu espressione la campagna giornalistica avviata dai quotidiani d'opposizione. Mussolini rispose rendendo operativo il decreto sulla stampa che aveva tenuto fermo per un anno: l'8 luglio esso fu pubblicato nella Gazzetta Ufficiale del Regno. Il giorno successivo fu emanato il regolamento attuativo, sotto forma di decreto legge. Il regolamento conteneva due nuovi articoli, non presenti nel testo dell'anno precedente: uno di essi reintroduceva, dopo 18 anni, il sequestro preventivo dei giornali.

La risposta dei giornali indipendenti fu immediata: il 17 luglio la Federazione della Stampa si oppose con decisione al decreto; il 23 successivo undici testate si riunirono in un "Comitato per la difesa della libertà di stampa".

### 1925: la legge fascista sulla stampa

Alcuni redattori del Non Mollare. Da sinistra: Nello Traquandi, Tommaso Ramorino, Carlo Rosselli, Ernesto Rossi, Luigi Emery e Nello Rosselli.

Ben presto, a causa dei gravi ostacoli frapposti dal regime alla divulgazione notizie ed opinioni che non fossero completamente allineate all'ideologia ufficiale, ebbe un notevole sviluppo la stampa clandestina. Già nel gennaio del 1925 alcuni giornalisti, fra i quali Ernesto Rossi, Gaetano Salvemini, i Fratelli Rosselli, Piero Calamandrei, Nello Traquandi e Dino Vannucci fondarono il primo quotidiano clandestino, «Non Mollare». La stampa clandestina era collegata principalmente alle attività di gruppi politici. Durante tale anno il regime attuò un ulteriore giro di vite alla repressione della libertà di stampa. Iniziò una lunga sequela di sequestri o chiusure forzate di giornali d'opposizione. In primavera la rivista «L'Asino» fu costretta a sospendere le pubblicazioni dopo una serie di minacce, persecuzioni e di irruzioni delle squadre fasciste in redazione.
Tre dei maggiori quotidiani italiani, il «Corriere della Sera», «Il Giornale d'Italia» e «La Stampa», inviarono una petizione al re Vittorio Emanuele III affermando che la libertà di stampa era in pericolo. La petizione rimase senza risposta. Nei mesi successivi la politica repressiva del regime continuò senza sosta. L'8 novembre la distribuzione de «l'Unità», organo del Partito Comunista d'Italia, fu sospesa dal Prefetto di Milano assieme all'«Avanti!», organo del Partito Socialista Italiano.
Intanto la Camera, il 10 luglio aveva approvato in seduta notturna (tenutasi su espressa richiesta del capo del governo), i decreti sulla stampa del 1923 e 1924. Il 31 dicembre seguì la conversione da parte del Senato, insieme all'approvazione della nuova legge sulla stampa (Legge 2307/1925). Il provvedimento riconosceva come illegali tutti i giornali privi di un responsabile autorizzato dal prefetto (che, a sua volta, era nominato direttamente dal capo del governo). I direttori responsabili erano sottoposti al controllo della Corte d'Appello nella cui giurisdizione si pubblicava il giornale. Spettava alla magistratura la conferma della nomina ed, eventualmente, la sua revoca. Il controllo sulle pubblicazioni lecite era condotto in pratica fin sulle rotative, da parte di ossequiosi funzionari civili. Contestualmente si ebbe l'esautoramento del direttivo della Federazione nazionale della stampa italiana: il sindacato autonomo dei giornalisti venne sciolto e sostituito dal Sindacato fascista dei giornalisti, fondato l'anno precedente. Tali atti segnarono il definitivo affossamento della politica liberale e il passaggio ad un sistema giuridico corporativo, nel quale l'autoregolamentazione dell'esercizio della professione venne conferito al sindacato fascista di categoria.
L'insieme di provvedimenti denominati leggi fascistissime, adottati tra il 1925 e il 1926, rappresentò un ulteriore "giro di vite": furono sciolti i partiti politici e chiusi d'autorità tutti i giornali e le pubblicazioni non in linea con il regime. Nel giro di un anno furono soppressi 58 quotidiani e 149 periodici. Furono costretti a lasciare la direzione dei propri giornali, rispettivamente, Alfredo Frassati della «Stampa», e i fratelli Albertini del «Corriere della Sera». In particolare, Luigi Albertini, dopo una serie di intimidazioni, fu indotto a dimettersi dalla società editrice del più diffuso quotidiano italiano.
Con l'approvazione del R.D. 26 febbraio 1928 il regime fascista creò i presupposti per il controllo dei giornalisti attraverso la norma per cui poteva essere iscritto all'Albo solo chi non avesse svolto "attività in contraddizione con gli interessi della nazione".

### Il controllo del regime sulla stampa
Se negli anni venti il fascismo attaccò frontalmente la libertà di stampa con gli strumenti della censura, del sequestro e con altre misure coercitive, gli anni trenta furono caratterizzati dall'integrazione degli organi d'informazione nel regime. Occupati tutti i gangli vitali dello Stato, il fascismo si presentava ora come unico interlocutore per intellettuali e giornalisti. Divenne necessario per gli operatori dell'informazione relazionarsi con gli organi dello Stato fascista per poter svolgere il proprio ruolo. Questo fu il modus vivendi per tutto il decennio ed oltre, fino al 1943.
Nel 1931 il fascismo promulgò il codice penale elaborato dal ministro Alfredo Rocco, conosciuto come "Codice Rocco". Questo codice fu modificato parzialmente in diverse occasioni, come nel 1945 e nel 1951, fino all'approvazione nel 1988 del codice del "giusto processo" che abolì la sua filosofia persecutoria di base e molti articoli (ma non tutti).
Nel 1934 l'Ufficio stampa del Capo del governo, fondato nel 1923, venne trasformato in Sottosegretariato per la Stampa e la Propaganda, sul modello del Ministero per la Propaganda della Germania nazista. La nuova istituzione manteneva le competenze già esistenti (Stampa italiana, Stampa estera, Propaganda) ed ampliò il suo raggio intervento nei seguenti settori: cinematografia, teatro, musica e turismo. Il direttore dell'Ufficio stampa, Galeazzo Ciano, fu il primo Sottosegretario.
Nell'anno seguente il Sottosegretariato fu elevato a Ministero della stampa e della propaganda ed aggiunse alle proprie mansioni il controllo sulla radiodiffusione e sulla televisione. Infine nel 1937 nacque il Ministero della cultura popolare (noto come "Minculpop").
Tra il 1935 e il 1940 l'ingerenza del regime in campo editoriale si accentuò con la fondazione di due nuovi Enti: 
- Ente nazionale cellulosa (1935), preposto al sostegno finanziario, sovvenzionò le case editrici attraverso un contributo integrativo del costo di acquisto della carta[28];
- Ente Stampa (istituito con la legge 4 aprile 1940, n. 300), che ebbe il compito di allineare l'informazione con gli orientamenti del regime. Dopo l'entrata in guerra dell'Italia (10 giugno 1940), l'Ente Stampa giunse ad occuparsi direttamente della redazione di articoli che poi vennero sottoposti ai diversi organi di stampa[29].

## Dopo il fascismo

### Seconda guerra mondiale
Il fascismo cadde durante il terzo anno di guerra, il 1943. In luglio gli Alleati iniziarono la liberazione dell'Italia sbarcando in Sicilia. Poche settimane dopo, il 25 luglio, cadde il regime mussoliniano. L'effetto sui giornali italiani fu immediato: tutti i direttori iscritti al Partito Nazionale Fascista, o militanti, furono destituiti e sostituiti. 
Dopo la caduta di Mussolini, il nuovo presidente del Consiglio, generale Pietro Badoglio, invece di sopprimere il Ministero della cultura popolare, ne sospese le attività e se ne servì per trasmettere nuovi ordini che miravano a controllare la stampa. Il decreto 9 agosto 1943, n. 727, dettò norme molto restrittive sulla libertà di stampa:
- Ogni trasferimento della proprietà di un giornale o periodico doveva avere il nulla osta del Ministero della cultura popolare;
- La nomina del direttore responsabile di quotidiani o periodici doveva essere autorizzata da detto ministero;
- Le agenzie di stampa che ricevevano contributi o sovvenzioni statali erano tenute a presentare le scritture contabili su richiesta dello stesso ministero.

Gli effetti del decreto cessarono nemmeno un mese dopo, con la resa incondizionata agli Alleati. L'Armistizio di Cassibile, firmato il 3 settembre 1943, contenne infatti delle norme riguardanti la regolamentazione della stampa:
- Il controllo degli impianti radio, comunicazione e ricetrasmissione passò agli Alleati. Anche gli organi d'informazione sarebbero stati sotto il controllo e soggetti all'autorizzazione del Comando alleato (art. 16)[32]
- L'armistizio prevedeva anche il ripristino delle più elementari libertà di pensiero ed espressione proibite dal passato regime. L'Atto sanciva infatti la soppressione della diffusione dell'ideologia e dell'insegnamento fascisti e lo scioglimento delle sue istituzioni e organizzazioni soprattutto militari, paramilitari, di spionaggio e propaganda (art. 30).[33][34]
- Venivano parimenti abolite tutte le leggi italiane che implicavano discriminazioni di razza, colore, fede od opinione politica e l’eliminazione di qualsiasi impedimento o proibizione risultante da esse, e la scarcerazione di chiunque fosse stato privato della liberà o di questi diritti a causa di tali leggi (art. 31)[35]

Ripresero la scrittura e pubblicazione di articoli, libri e altre produzioni letterarie gli scrittori, giornalisti, drammaturghi e esponenti politici la cui opera era stata proibita, interdetta o costretta alla clandestinità dalla censura e abolizione della libertà di stampa durante gli anni del fascismo.
Nello stesso periodo, gli Alleati aumentavano le ore di programmazione di Radio Londra ricevibili nel Nord Italia. Nel 1943 raggiunsero la durata di 4 ore e 15 minuti. Le radio vennero anche usate per lanciare messaggi in codice, parole d'ordine e altre comunicazioni ai combattenti delle zone ancora in conflitto o sotto occupazione nazifascista.
A partire dal 1944, nell'Italia liberata cominciò la riorganizzazione del potere esecutivo tra organi centrali e periferici. I decreti nn. 13 e 14 del 14 gennaio 1944 assegnarono ai prefetti il potere di concedere licenze di stampa e stabilirono l'obbligo per gli editori di denunciare le scorte di carta e di materiali da stampa. Con il decreto legge 31 maggio 1946, n. 561, si cancellarono le norme del passato regime sul sequestro delle pubblicazioni e si ritornò alla situazione preesistente.
Dopo il fascismo, la repubblica democratica non ha cambiato l'impianto della legge fascista sulla stampa, che è stato conservato nella legislazione repubblicana. Ad esempio la legge sull'accesso alla professione di giornalista è rimasta inalterata.
| Testata                     | Città   | Direttore al 25 luglio | Nuovo direttore                  | Direttore dopo l'8 settembre       |
| La Gazzetta del Mezzogiorno | Bari    | Pietro Carbonelli      | Umberto Toschi                   | Luigi De Secly                     |
| Il Mattino                  | Napoli  | Arturo Assante         | Paolo Scarfoglio                 |                                    |
| Roma                        | Napoli  | Carlo Nazzaro          | Emilio Scaglione                 |                                    |
| Giornale d'Italia           | Roma    | Virginio Gayda         | Alberto Bergamini                | Umberto Guglielmotti               |
| Il Messaggero               | Roma    | Alessandro Pavolini    | Tomaso Smith                     | Bruno Spampanato                   |
| La Tribuna                  | Roma    | Umberto Guglielmotti   | Giovanni Armenise                | Vittorio Curti                     |
| Il Popolo di Roma           | Roma    | Guido Baroni           | Corrado Alvaro                   | Francesco Scardaoni                |
| La Nazione                  | Firenze | Maffio Maffii          | Carlo Scarfoglio                 | Mirko Giobbe                       |
| Il Telegrafo                | Livorno | Giovanni Ansaldo       | Giovanni Engely                  | Ezio Camuncoli                     |
| Il Secolo XIX               | Genova  | David Chiossone        | Carlo Massaro e Arturo Codignola | Arturo Codignola                   |
| Corriere Mercantile         | Genova  | Giacomo Guiglia        | Luigi Dameri                     | Alberto Parodi                     |
| Il Lavoro                   | Genova  | Gianni Granzotto       | Umberto Cavassa                  | Rosario Massimino Ernesto Daquanno |
| La Stampa                   | Torino  | Alfredo Signoretti     | Vittorio Varale Filippo Burzio   | Concetto Pettinato                 |
| La Gazzetta del Popolo      | Torino  | Eugenio Bertuetti      | Tullio Giordana                  | Ather Capelli                      |
| Corriere della Sera         | Milano  | Aldo Borelli           | Ettore Janni                     | Ermanno Amicucci                   |
| il Resto del Carlino        | Bologna | Giovanni Telesio       | Alberto Giovannini               | Giorgio Pini                       |
| Il Gazzettino               | Venezia | Giuseppe Ravegnani     | Diego Valeri                     | Guido Baroni                       |
| Il Piccolo                  | Trieste | Rino Alessi            | Silvio Benco                     | Vittorio Tranquilli                |

Il 27 luglio 1944 venne istituito l'Alto Commissariato per le Sanzioni contro il Fascismo (decreto legge luogotenenziale n. 159 del 27/07/1944), una commissione che doveva decidere quali erano i personaggi compromessi col passato regime che dovevano cessare le loro funzioni. Furono istituite commissioni anche presso gli ordini professionali. Per quanto riguarda il giornalismo, nacquero commissioni in quattro grandi città dell'Italia liberata: Roma, Napoli, Bari e Palermo. In ottobre il governo Bonomi istituì una commissione unica a livello nazionale per la tenuta dell'albo dei giornalisti professionisti (d.l.lgt. n. 302 del 23/10/1944) e demandò al ministero della Giustizia la formazione di nuove commissioni territoriali. Esse furono nominate con un decreto del 24 gennaio 1945. Successivamente furono esaminate le carriere di centinaia di giornalisti, soprattutto a Roma, dov'erano iscritti ben 1.712 professionisti. Il decreto prevedeva che ciascun giornalista potesse fare ricorso contro ogni provvedimento, cosa che puntualmente si verificò. 
Già all'indomani della Liberazione, la commissione nominata dal CNLAI per esaminare le posizioni dei redattori del «Corriere della Sera», usò indulgenza infliggendo solo sospensioni dai tre ai sei mesi. Provvedimenti come questi furono adottati in pochi casi nel corso della revisione dell'Albo compiuta dalle associazioni regionali del Nord. Maggior rigore fu usato con gli editori. Il CNLAI propose agli Alleati di far chiudere tutte le testate compromesse col regime fascista. Si parlò anche di esproprio. Gli anglo-americani, invece, ritennero che i quotidiani avrebbero favorito il pluralismo d'opinione, dovevano quindi rimanere in vita al fine di esercitare la loro funzione. Si trovò una soluzione di compromesso: i proprietari non sarebbero stati espropriati, però i giornali avrebbero cambiato nome.
In questo periodo vennero catturati e sottoposti a processo i seguenti giornalisti professionisti:
- Ermanno Amicucci, direttore del Corriere della Sera. Processato da una Corte d'assiste straordinaria il 30 maggio 1945, venne condannato a morte. La sentenza venne poi sospesa. La Cassazione accolse il ricorso del condannato e nel nuovo processo, celebrato in settembre dello stesso anno, Amicucci venne condannato a trent'anni di reclusione;
- Ezio Maria Gray (Gazzetta del Popolo);
- Bruno Spampanato (Il Messaggero);
- Concetto Pettinato (La Stampa), con condanne variarono dai venti ai dodici anni;
- Luigi Romersa, l'inviato del Corriere che aveva contribuito ad accreditare l'esistenza delle armi segrete di Hitler. Gli venne inflitta una condanna a quindici anni.

L'epurazione dei giornalisti cessò di fatto con l'emanazione del d.l.lgt. n. 702 del 9/11/1945, che restrinse il campo d'azione dell'Alto commissario ai soli vertici del passato regime e sciolse le commissioni per la revisione degli albi professionali. Sia negli ambienti politici che in quelli degli ordini professionali prevalse l'opinione che fosse prioritario promuovere una riconciliazione nazionale per poter avviare la ricostruzione postbellica.
Tutti i condannati tornarono in libertà e alla professione giornalistica con l'amnistia Togliatti, approvata il 22 giugno 1946. Non furono soltanto le considerazioni di natura politica, la solidarietà corporativa e le amicizie a riportare nelle redazioni, nel 1946, quasi tutti i giornalisti che avevano lavorato nel periodo dell'occupazione tedesca. Concorsero ad alimentare questa scelta anche il bisogno di avere nelle redazioni giornalisti pratici del mestiere e la concorrenza editoriale e politica subito accesa fra i quotidiani del secondo dopoguerra.